# 中居正広 ON&ON AIR
『中居正広 ON&ON AIR』 （なかいまさひろ オン・アンド・オンエアー）は、ニッポン放送をキーステーションに放送していたラジオ番組で、中居正広の冠番組。
本項目では、前身番組である『中居正広のSome girl' SMAP』（なかいまさひろのサム・ガール スマップ）についても記述する。

## 概要
1995年7月1日、『中居正広のSome girl' SMAP』として放送開始し、2017年1月7日放送分から番組名が『中居正広 ON&ON AIR』に変更。最後の放送となった2025年1月4日までの通算29年半にわたって放送された（改題の経緯、打ち切りの経緯はいずれも後述）。ニッポン放送では一貫して毎週土曜日の23:00 - 23:30に放送された。原則として生放送は行わず、録音番組であった。
番組開始当初は中居と中居以外のSMAPのメンバー1人の合わせて2人（タイトルコールでは「中居正広と○○（もう1人のメンバーの名前）」）で番組進行をしており、番組内容も各界で活躍する女性をゲストに迎えトークする内容だった。改題前の番組名は女性ゲストとのトークがメインコーナーだった事に由来している。
その後、中居以外のSMAPの他のメンバーが出演することはなくなり、ゲストを招くことも2001年頃でなくなった。また「中居探偵所」などのコーナーを設けるも、数年で行われなくなり、以降はリスナーからのハガキを中心に中居が1人でフリートークを行う形式となった。
メールやFAXなど、ハガキ以外の投稿は一貫して受け付けず、他番組のような収録後記などが掲載される番組ホームページ（ブログ等）や公式SNSアカウントすら開設しなかった。ただしニッポン放送サイト内に各地で発生した災害に対する支援金・義援金を募るページが番組名義で用意され、radikoの配信ページなどでは番組ホームページとしてこのページへのリンクが掲載された（番組打ち切りに伴いリンク切れ）。
ジャニーズ事務所（当時）の方針により、radikoの関東以外からのエリアフリー聴取やタイムフリー聴取には対応していなかったが、2018年4月1日よりradikoのエリアフリー聴取とタイムフリー聴取が可能になった。

### 冠タイトルと提供スポンサー
放送開始当初は前番組「中山美穂 P.S. I LOVE YOU」から引き続く形で資生堂がニッポン放送のローカルスポンサーだった。そのため、ニッポン放送に限り初期はタイトルの前に「SHISEIDO SPRENDED PARTY」（しせいどう・スプレンデッド・パーティー）という冠タイトルが付いていた（資生堂が提供しない地方局向けには外されていた）。
その後、2006年4月から明治製菓（当時、現：明治）がスポンサーについた（2007年度ナイターオフ期までニッポン放送のみ）。その後2009年7月に明治製菓がスポンサーを降りたが、2012年7月からセブン&アイ・ホールディングスが「渡り廊下走り隊7（ラジオ番組）」と交換する形でスポンサーについた（SMAPがセブン&アイグループのCMに出演することになったため。SMAPは後の2016年3月に降板している）。スポンサー紹介はニッポン放送の東島衣里アナウンサー（ニッポン放送のみ、下角陽子アナウンサー（当時） → 荘口彰久アナウンサー（当時） → 増山さやかアナウンサー → 2005年9月までは垣花正アナウンサー → 2010年6月までは新保友映アナウンサー → 2016年4月までは箱崎みどりアナウンサー）。セブン&アイ・ホールディングスが降板した後、ノンスポンサーで放送していた。

## 主な出来事

### SMAP解散に伴う動き（2016年）
2016年、SMAP解散騒動が発生し、同年8月に正式に年内での解散を発表。直後の8月20日放送分で冒頭90秒間「ファンの皆様、関係各位の皆様、我々SMAPが解散する事をご報告させて頂きます。ご迷惑をお掛けしました。ご心配をお掛けしました。お世話にもなりました。このような結果に至った事をお許しください。申し訳…ありませんでした…。」と解散発表時にマスコミ各社に送ったFAXと同じコメントを述べ、さらに、中居が解散発表期間中に開催されていた『リオデジャネイロオリンピック』のTBS系列の五輪キャスターを務めていた事もあり、「リオ五輪期間中の発表は水を差すような時期だった、深くおわび申し上げます。申し訳ございませんでした。」と謝罪した。
その後、11月10日、ニッポン放送は、『中居正広のSome girl’SMAP』は、グループが解散する翌2017年以降は番組名を変更し、SMAPの冠を外した番組名で継続されることがこの日行われた同局の社長定例会見で発表され、12月17日放送分のエンディングにて、中居自らが新番組名『中居正広 ON&ON AIR』を発表した。また、『SMAP×SMAP』で行っていた東日本大震災の義援金の告知も引き継いだ。
12月31日、SMAP活動最終日にて奇しくもSMAPのリーダーかつメンバー最後のラジオ番組となった『Some girl’SMAP』放送分では、解散騒動から1年間騒動について何一つも語らなかった中居だったが（解散発表時に謝罪したのみ）、最終日という事もあり、騒動からの1年間を番組冒頭から最後まで語り始め、「神様は31日という日をどういう意味で与えてくれたのか。なんで31日だったんだろうね」と語り、この1年について「敏感な時期だったりデリケートな時期が毎日続きました。あんまりこういう日が目まぐるしく続きますと、鈍感になっていくというか、麻痺しているというのが正しいかな」と語り、自身やメンバーにとっても 「人間の真価を問われる1年だった」と説明し、一部で解散の要因となったワイドショーや週刊誌、スポーツ紙等で報じられている一部メンバーの不仲説についても「誰も悪くないんです。」と擁護し、「メンバーは、今年1年本当によく頑張った。よく踏ん張った。ちょっと年明けたら、そっとしてあげたいなというのがありますよね」とメンバーを労う言葉をかけた。さらに、37万人を超えたSMAP存続への署名運動、『世界に一つだけの花』の購買運動、ベストアルバム『SMAP 25 YEARS』に投票してくれたこと、9月9日のSMAP25周年に各地でイベントしてくれたこと、新聞の広告欄にメッセージをくれてることなどファンが自発的に起こしてくれた行動についても感謝の言葉を述べ、 SMAPのリーダーとして「最後まで、しっかりSMAPを務めたと思います」とほかの4人を誇り、「労いとかお褒めの言葉を上げてほしいなと思います」と呼びかけた。そして、エンディングにて、「『Some girl’SMAP』も最後ですね。SMAP中居正広としても最後の放送です。勝手ながら、締めさせていただきたいと思います。」と話し、ラストにて、「慎吾！剛！吾郎！木村！SMAP！じゃーねー！バイバイ！」とメンバーとSMAPの名前を叫び、『SMAP』を流し終了した

### 中居の休養に伴う動き（2022年）
2022年11月よりおよそ2か月間、中居が体調不良で休養したことに伴い、同年11月12日放送分よりKis-My-Ft2の藤ヶ谷太輔が代演した。なお、藤ヶ谷は前番組「藤ヶ谷太輔 Peaceful Days」のパーソナリティーでもあり、2番組連続で出演する形となった。その後、2023年1月14日放送分より中居が復帰した。

### 中居の女性トラブル報道に伴う動き（2025年）
2024年12月中旬から一部週刊誌で中居の女性トラブルが報じられ、テレビ各局が対応に追われる中、当番組は翌2025年1月4日の回まで通常放送を続けたあと、1月11日の放送が「総合的な判断」で休止となった。1月8日のニッポン放送定例社長会見の中で明らかになったもので、この時点で檜原麻希社長は「あくまでニッポン放送の編成的な判断」、「（中居サイドからは）了解していただいている」、「（翌週以降の放送は）都度、判断していく」などと説明していた。
定例会見翌日の2025年1月9日、中居が「トラブルがあったことは事実」などとする「おわび」のコメントを発表。1月16日、ニッポン放送は「さまざまな報道がなされている中（中略）トラブルの内容などが依然不明であることなどを踏まえ、総合的に判断した結果」として1月18日以降も当面の間放送を休止すると発表した。
2025年1月21日、ニッポン放送が当番組の終了を発表。これら一連の対応により、さかのぼって同年1月4日の放送をもって打ち切りとなり、29年半の歴史に幕を下ろすこととなった。番組終了発表から2日後の1月23日、中居は芸能界引退を表明。この1月4日放送分が中居にとって引退前最後のメディア出演となった。
当番組の放送休止に伴い、ニッポン放送では2025年1月11日から同年2月1日まで同時間帯に『有楽町930ステーション』を穴埋め番組として編成し、ネット局向けには別途『クラシックコレクション』と題した代替番組が制作された。その後、正式に当番組の打ち切りが決まり、ネット局の当該枠は同年2月1日分からニッポン放送の別番組の遅れネットに切り替わり、ニッポン放送では改編期を迎える3月末まで以下のつなぎ番組を編成した。
- 2月8日 - 2月22日（全3週） - 京本政樹のラジとばっ![15]（復活特番）
- 3月1日 - サンケイスポーツ70周年・ニッポン放送70周年特別企画 江本孟紀・藤川球児 スペシャル対談[16]（ショウアップナイター関連特番）
- 3月8日 - 千葉県知事選挙政見放送[17]
- 3月15日 - MLB東京シリーズショウアップ（ショウアップナイター特番）
- 3月22日・29日（全2週） - 若月佑美とNovelbrightねぎのオフタイム・レコーズ[18]（レギュラー放送前特番）

2025年4月改編により土曜22:30 - 23:30の新たな時間枠に『なにわ男子の初心ラジ!』が移動し、当番組の正式な後番組となった。

## テーマ曲
- 中居正広 Some girl’SMAP（前期）
  - オープニング：Temptations「My Girl」（ReMix）
  - エンディング：SMAP「Let's go to 週末ヘヴン」（Off Vocals）
- 中居正広 Some girl’SMAP（後期）
  - オープニング:シンディ・ローパー「Girls Just Want to Have Fun」
  - エンディング:シンディ・ローパー「Time after Time」
- 中居正広 ON&ON AIR
  - オープニング:ジェイソン・デルーロ「X2CU」
  - エンディング:ソンドレ・ラルケ「Words & Music」

## CMフィラー曲
※ニッポン放送ではCMが放送されている間、ネット局で流れているBGM（曲の冒頭を流している。なおローカルCMがつく場合はCM終了後に飛び乗りの形で流れる）。
- オープニング:Shiho Fujisawa「Melody Fair -Shiho Fujisawa version-」
- エンディング:NA-3LDK feat. Izumi（QYPTHONE）「Journey in the Moon」

## ネット局と放送時間

### 番組終了時点
放送時間の早い順から記載。
| 放送対象地域 | 放送局       | 放送日時               | 備考            |
| ------------ | ------------ | ---------------------- | --------------- |
| 関東広域圏   | ニッポン放送 | 毎週土曜 23:00 - 23:30 | 制作局          |
| 山口県       | 山口放送     | 毎週土曜 23:00 - 23:30 | [ 注 5 ]        |
| 和歌山県     | 和歌山放送   | 毎週土曜 24:30 - 25:00 | 90分遅れ        |
| 沖縄県       | ラジオ沖縄   | 毎週日曜 22:00 - 22:30 | 1日遅れ         |
| 岐阜県       | 岐阜放送     | 毎週水曜 22:00 - 22:30 | 独立局。4日遅れ |

### 過去のネット局
- 山形放送[注 8]
- 東海ラジオ[注 9]
- 北日本放送[注 10]
- 福井放送[注 11]
- 朝日放送
- 毎日放送[注 12]
- 静岡放送[注 13]
- 中部日本放送[注 9]
- ラジオ関西[注 14]
- ラジオ福島[注 15]
- 西日本放送[注 16]
- 四国放送 [注 17]
- 高知放送[注 18]
- 南海放送[注 19]
- 九州朝日放送[注 20]
- 長崎放送[注 21]
- 南日本放送[注 22]